# Marian Price
Marian Price (née en 1954), également connue sous son nom d'épouse Marian McGlinchey, est une ancienne volontaire de l'Armée républicaine irlandaise provisoire (IRA).
Née dans une famille républicaine de Belfast, Price rejoint l'IRA en 1971, avec sa sœur Dolours Price. Elles participent toutes deux à l'attentat d'Old Bailey en 1973, pour lequel Marian est condamnée à deux peines de prison à perpétuité. Les sœurs mènent une grève de la faim prolongée au début de leur peine pour obtenir de la purger dans une prison située en Irlande du Nord. Marian Price est libérée en 1980 grâce à une prérogative royale de clémence lorsque son anorexie mentale résultant de sa grève de la faim est jugée comme mettant sa vie en danger.
Elle se retire de la vie publique après sa libération, mais dans les années 1990, elle s'oppose à la « stratégie de paix » du Sinn Féin de manière virulente. En 2009, elle est arrêtée en lien avec la fusillade de Massereene Barracks. Elle est accusée d’avoir fourni des biens à des fins terroristes en 2011 et libérée en 2013.

## Jeunesse
Price est née dans une famille fortement républicaine à Andersonstown, dans l'ouest de Belfast. Ses deux parents avaient été emprisonnés pour leur implication dans l'Armée républicaine irlandaise et la sœur de leur mère, Bridie, qui vit avec eux, a perdu ses deux mains et la vue en déplaçant des explosifs:9–13.

## L’activisme politique et l’IRA
Price et sa sœur Dolours participent à la marche pour les droits civiques de Belfast à Derry en janvier 1969 et sont attaquées lors de l'incident du pont de Burntollet:22–4 .
En 1971, elle rejoint avec Dolours l'Armée républicaine irlandaise provisoire (IRA) :43–4.

### Attentat à la bombe d'Old Bailey
Price est emprisonnée pour son rôle dans la campagne d'attentats de l'IRA à Londres en 1973. Elle faisait partie d'une unité qui a placé quatre voitures piégées à Londres le 8 mars 1973. L'attentat d'Old Bailey en 1973 et celui du centre de recrutement de l'armée de Whitehall ont fait 200 blessés. Un avertissement est émis une heure avant l'explosion:138. Un homme est décédé d'une crise cardiaque, mais une autopsie révèle que sa crise cardiaque avait commencé avant l'explosion d'Old Bailey:143. Marian et sa sœur Dolours sont appréhendées avec Hugh Feeney, Gerry Kelly et six autres personnes, alors qu'ils embarquent sur un vol pour l'Irlande. Ils sont jugés et condamnés au Grand Hall du château de Winchester le 14 novembre après deux jours de délibération du jury. Marian Price est condamnée à deux peines de prison à perpétuité,,.
Les sœurs Price, ainsi que Kelly et Feeney, entament immédiatement une grève de la faim pour demander leur rapatriement dans une prison d'Irlande du Nord. À l'époque, les prisonniers de l'IRA en Irlande  ont un statut de catégorie spéciale (similaire au statut politique), qui n'est pas accordé aux prisonniers de l'IRA en Angleterre et les volontaires de l'IRA ne se considèrent pas comme des criminels. La grève de la faim dure plus de 200 jours, et les grévistes de la faim sont nourris de force par les autorités pénitentiaires pendant 167 jours.

Dans une interview avec Suzanne Breen, Price décrit la manière dont elle a été nourrie de force :
Quatre gardiens de prison hommes vous attachent si étroitement sur la chaise avec des draps que vous ne pouvez pas vous débattre. Vous serrez les dents pour essayer de garder votre bouche fermée, mais ils poussent un dispositif à ressort métallique autour de votre mâchoire pour l'ouvrir. Ils enfoncent dans votre bouche une pince en bois percée d'un trou au milieu. Ensuite, ils insèrent un gros tube en caoutchouc à travers. Ils maintiennent ta tête en arrière. Tu ne peux pas bouger. Ils jettent ce qu’ils veulent dans le mixeur : du jus d’orange, de la soupe ou des cartons de crème s’ils veulent augmenter les calories. Ils prennent des pots de cette bouillie du mixeur et la versent dans un entonnoir attaché au tube. Le gavage dure 15 minutes mais cela semble durer une éternité. Vous ne contrôlez rien. Vous avez peur que la nourriture soit avalée de travers et que vous ne puissiez pas le leur faire savoir parce que vous ne pouvez ni parler ni bouger. Vous avez peur de vous étouffer et de mourir.

### Activité politique après la prison
Marian Price est libérée en 1980 grâce à une prérogative royale de clémence lorsque son anorexie mentale résultant de sa grève de la faim est jugée comme mettant sa vie en danger. Elle reprend une vie privée, et n'apparait que dans les années 1990, quand elle s'oppose de manière virulente à la « stratégie de paix » du Sinn Féin. Price critique l'accord du Vendredi Saint, déclarant : « Ce n'est certainement pas pour cela que je suis allée en prison, et ce n'est pas pour cela que ma sœur est allée en prison ».
Le visa d'entrée aux États-Unis est refusé à Price le 15 décembre 1999 alors qu'elle doit prendre la parole lors d'un événement de collecte de fonds organisé par le Comité pour la liberté irlandaise à New York. En 2000, Price prononce l'oraison funèbre de Joseph O'Connor, membre de la Real IRA. En 2003, elle est membre du Mouvement pour la souveraineté des 32 comtés et travaille pour une organisation de protection des prisonniers. Elle n'exprime aucun regret pour ses actions passées et son soutien continu à l'action armée dans une entrevue accordée au Guardian en 2003.

### Retour en prison
Le 17 novembre 2009, elle est citée comme étant l'une des deux personnes arrêtées en lien avec une attaque contre la caserne de Massereene en Irlande du Nord en mars 2009 au cours de laquelle deux soldats britanniques sont abattus. En 2011, elle est accusée d’avoir fourni des biens à des fins terroristes.

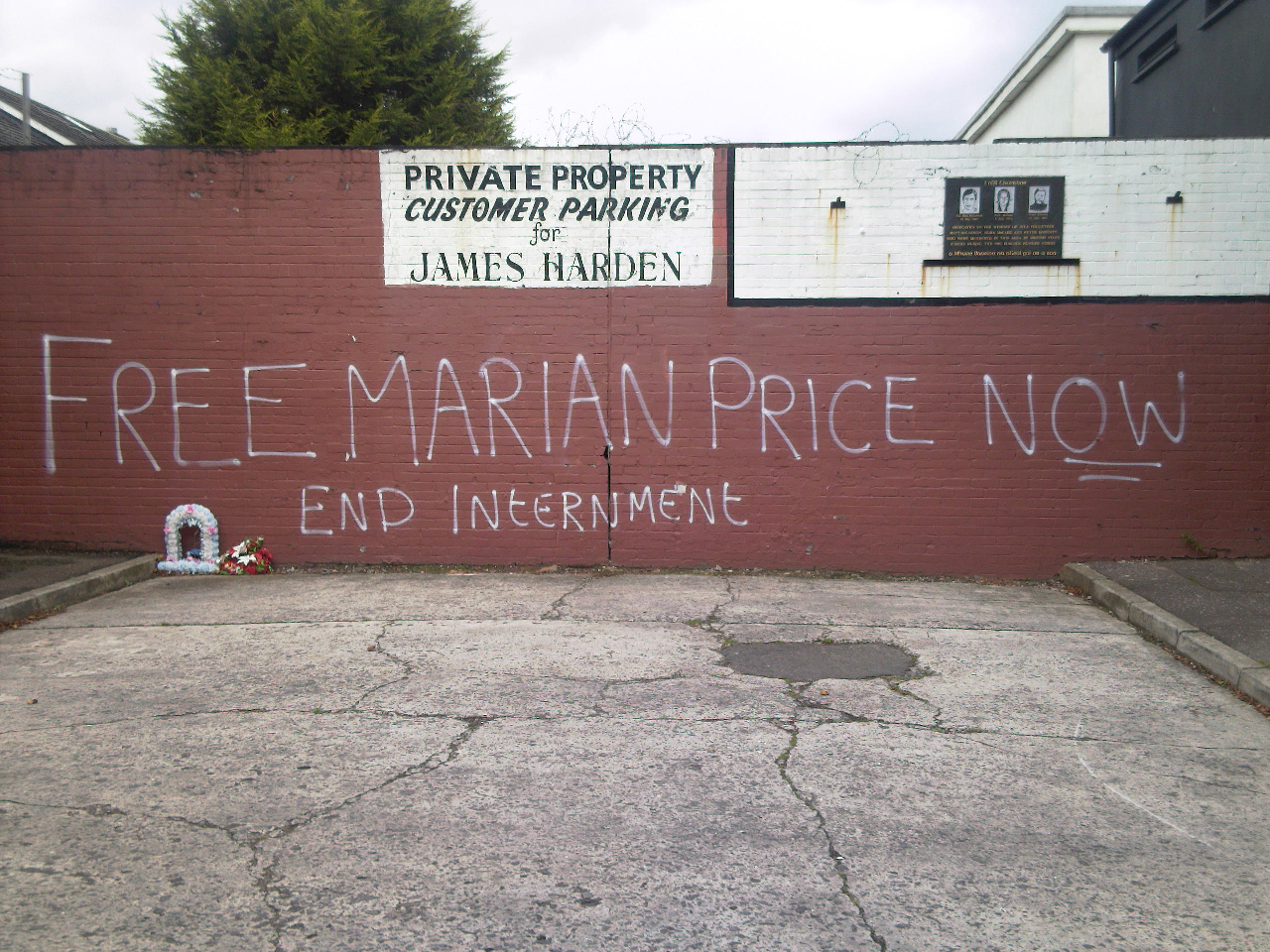
Graffiti en soutien à Price sur Falls Road, à Belfast, après son emprisonnement en 2011

Le 15 mai 2011, elle est accusée d’avoir encouragé le soutien à une organisation illégale, en lien avec son implication dans une déclaration faite lors d'un rassemblement de l'Insurrection de Pâques à Derry en 2011.
Le même jour, le secrétaire d'État pour l'Irlande du Nord, Owen Paterson, révoque sa libération conditionnelle. Paterson déclare que la décision a été prise parce que la menace posée par Price a « considérablement augmenté ».
Price est la seule femme détenue à la prison HM de Maghaberry, près de Lisburn, de mai 2011 jusqu'à son transfert à l'aile hospitalière de la prison HM de Hydebank Wood en février 2012. Lors d'un rassemblement de soutien à Price en mai 2012, son mari, Gerry McGlinchey, déclare que sa femme est au bord de la rupture. Les accusations contre Price et trois hommes de Derry en relation avec le rassemblement de l'insurrection de Pâques sont abandonnées par le tribunal de première instance de Derry en mai 2012.
Le 7 juin 2012, une manifestation près de Times Square à Manhattan, à New York, demande que Price soit libérée de ce que sa famille décrit comme un internement. Le 30 mai 2013, Price est libérée de prison après une décision des commissaires aux libérations conditionnelles,.

## Dans la culture populaire
Price est interprétée par Hazel Doupe et Helen Behan dans la mini- série de 2024, Ne dis rien (Say Nothing), qui dépeint l'IRA à Belfast et les disparus pendant les Troubles. Le 4 décembre 2024, Price annonce, par l'intermédiaire de son avocat, qu'elle intente une action en justice contre Disney+ au sujet de la série la montrant en train de tuer Jean McConville,,. En réponse à la menace de poursuites judiciaires, l'auteur de Say Nothing, Patrick Radden Keefe, maintient sa déclaration du livre selon laquelle Marian Price a assassiné Jean McConville, en déclarant : « Je maintiens mon reportage. Je suis assez transparent sur mon processus de déduction dans le livre, afin que les lecteurs puissent décider eux-mêmes s'ils sont convaincus ». Il note ensuite qu'avant sa mort, la sœur de Marian Price, Dolours Price, a déclaré à plusieurs personnes (et pas une seule, comme décrit dans la série) qu'elle (Dolours) a été témoin du meurtre de McConville par Marian.

## Lectures complémentaires
- Clutterbuck, Richard (1980). Enlèvement et rançon . Paris : Gallimard.